# Уједињено Краљевство на Европском првенству у атлетици у дворани 1974.
Уједињено Краљевство је учествовало  на 5. Европском првенству у дворани одржаном у дворани Скандинавијум у Гетеборгу, (Шведска), 9. и 10. марта 1974.  Репрезентацију Уједињеног Краљевства у њеновом петом учешћу на европским првенствима у дворани представљао је 10 спортиста ( 5 м и 9 ж) који су се такмичили у 9 дисциплина: 4 мушких и 5 женских.
Најуспешнији је био Џефри Кејпс победом у бацању кугле која је поред златне медаље поставо и нови  рекорд  европских првенстава и национални рекорд у дворани.  Са две освојене медаље (златном и сребрном) Уједињено  Краљевство је заузело  9. место  са Бугарском, од 16 земаља које су освајале медаље, односно од 24. земље учеснице.
У табели успешности (према броју и пласману такмичара који су учествовали у финалним такмичењима (првих 8 такмичара)) Уједињено Краљевство је са 9 учесника у финалу освојило 5. место са  41. бодом. од 22 земље које су у финалу имале представнике. Само само Аустрија, Ирска и Луксембург нису имале финалисте.
| Плас. | Земља                | 1. место | 2. место | 3. место | 4. место | 5. место | 6. место | 7. место | 8. место | Бр. финал. - Бод. |
| ----- | -------------------- | -------- | -------- | -------- | -------- | -------- | -------- | -------- | -------- | ----------------- |
| 5.    | Уједињено Краљевство | 1 − 8    | 1 − 7    | -        | 2 - 5    | 2 − 4    | 2 - 3    | 1 − 2    | −        | 9 − 41            |

## Учесници
| Бр. | Дисциплина   | Мушкарци    | Жене             | Укупно |
| --- | ------------ | ----------- | ---------------- | ------ |
| 1.  | 60 м         |             | Андреа Линч      | 1      |
| 2.  | 800 м        |             | Розмери Стирлинг | 1      |
| 3.  | 1.500 м      |             | Мери Стјуарт     | 1      |
| 4.  | 3.000 м      | Реј Смедлеј |                  | 1      |
| 5.  | 60 м препоне |             | Џуди Вернон      | 2      |

| Бр. | Дисциплина   | Мушкарци               | Жене            | Укупно |
| --- | ------------ | ---------------------- | --------------- | ------ |
| 5.  | Скок мотком  | Мајк Бил               |                 | 1      |
| 6.  | Скок удаљ    | Ален Лервил            | Рут Мартин Џонс | 1      |
| 7.  | Бацање кугле | Џефри Кејпс Мајкл Винч |                 | 2      |
|     | Укупно (7)   | 5                      | 5               | 10     |

- Тачка уз име такмичара означава де је учествовао у више дисциплина.

## Освајачи медаља (2)

### Злато (1)
- Џефри Кејпс  — бацање кугле

### Сребро (1)
- Андеа Линч  —  60 м препоне

## Резултати

### Мушкарци
| Атлетичар   | Дисциплина   | Лични рекорд | Квалификације | Квалификације | Полуфинале | Полуфинале | Финале      | Финале   | Детаљи |
| Атлетичар   | Дисциплина   | Лични рекорд | Резултат      | Место         | Резултат   | Место      | Резултат    | Место    | Детаљи |
| ----------- | ------------ | ------------ | ------------- | ------------- | ---------- | ---------- | ----------- | -------- | ------ |
| Реј Смедлеј | 3.000 м      |              | 7:55,20       | 2. у гр. 1 КВ |            |            | 7:54,43 ЛРд | 5. / 13  |        |
| Мајк Бил    | скок мотком  |              |               |               |            |            | 5,00        | 10. / 12 |        |
| Ален Лервил | скок удаљ    |              | 7,48 ЛРд      | 6. / 12       |            |            |             |          |        |
| Џефри Кејпс | бацање кугле |              | 20,95 ЕРд     |               |            |            |             |          |        |
| Мајкл Винч  | бацање кугле | 19,82        | 19,20         | 7. / 11       |            |            |             |          |        |

### Жене
| Атлетичар        | Дисциплина   | Лични рекорд | Квалификације | Квалификације | Полуфинале | Полуфинале | Финале      | Финале       | Детаљи |
| Атлетичар        | Дисциплина   | Лични рекорд | Резултат      | Место         | Резултат   | Место      | Резултат    | Место        | Детаљи |
| ---------------- | ------------ | ------------ | ------------- | ------------- | ---------- | ---------- | ----------- | ------------ | ------ |
| Андреа Линч      | 60 м         | 7,42         | 7,30 ЛРд      | 1. у гр. 2 КВ | 7,24 НРд   | 5. у пф 2  | 7,17 НРд    |              |        |
| Розмери Стирлинг | 800 м        | 2:08,14      | 2:05,90 НРд   | 3. у гр.2     |            |            | 2:05,19 НРд | 4. / 12 (16) |        |
| Мери Стјуарт     | 1.500 м      |              |               |               |            |            | 4:19,00     | 5. / 12      |        |
| Џуди Вернон      | 60 м prepone |              | 8,46          | 1. у гр. 2    | 8,23 НРд   | 3. у пф. 1 | 8,25        | 4. / 16 (19) |        |
| Рут Мартин Џонс  | скок удаљ    | 6,52         |               |               |            |            | 6,30        | 6. / 10      |        |

## Биланс медаља Уједињеног Краљевства после 5. Европског првенства у дворани 1970—1974.
|     | ЕП     |   |   |   |   | УП  |
| 1.  | 1970.  | 2 | 0 | 0 | 2 | 5   |
| 2.  | 1971.  | 2 | 1 | 1 | 4 | 5   |
| 3.  | 1972.  | 0 | 0 | 0 | 0 | 0   |
| 4.  | 1973.  | 1 | 0 | 0 | 1 | = 9 |
| 5.  | 1974.  | 1 | 1 | 0 | 2 | = 9 |
| 1-5 | Укупно | 6 | 2 | 1 | 9 | 6   |
| --- | ------ | - | - | - | - | --- |

|                                        | Атлетичар-ка]                          |                                        |                                        |                                        |                                        |                                        |
| Није било вишеструких освајача медаља. | Није било вишеструких освајача медаља. | Није било вишеструких освајача медаља. | Није било вишеструких освајача медаља. | Није било вишеструких освајача медаља. | Није било вишеструких освајача медаља. | Није било вишеструких освајача медаља. |
| -------------------------------------- | -------------------------------------- | -------------------------------------- | -------------------------------------- | -------------------------------------- | -------------------------------------- | -------------------------------------- |

## Освајачи медаља Уједињеног Краљевства после 5. Европског првенства у дворани 1970—1974.
|    | Атлетичар/ка     | м | ж | ЕП       | Дисциплина   |   |   |   |   |
| -- | ---------------- | - | - | -------- | ------------ | - | - | - | - |
| 1. | Ричард Вајлд     | м |   | 1970.    | 3.000 м      |   |   |   |   |
| 2. | Мерилин Невил    |   | ж | 1970.    | 400 м        |   |   |   | 2 |
| 3. | Питер Стјуарт    | м |   | 1971.    | 3.000 м      |   |   |   |   |
| 4. | Маргарет Бичам   |   | ж | 1971.    | 1.500 м      |   |   |   |   |
| 5. | Фил Луис         | м |   | 1971.    | 800 м        |   |   |   |   |
| 6. | Розмари Стирлинг |   | ж | 1971.    | 800 м        |   |   |   | 4 |
| 7. | Верона Бернард   |   | ж | 1973.    | 400 м        |   |   |   | 1 |
| 8. | Џефри Кејпс      | м |   | 1974.    | бацање кугле |   |   |   |   |
| 9. | Андреа Линч      |   | ж | 1974.    | 60 м         |   |   |   | 2 |
|    | Укупно           | 4 | 5 | 1970—74. |              | 6 | 2 | 1 | 9 |